# Beata Tyszkiewicz
Beata Tyszkiewicz est une actrice polonaise, née le 14 août 1938 à Wilanów (Pologne).

## Biographie

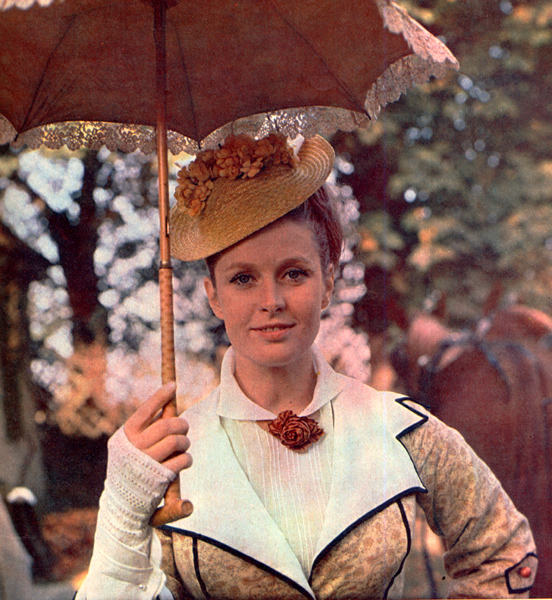
Beata Tyszkiewicz en 1967.

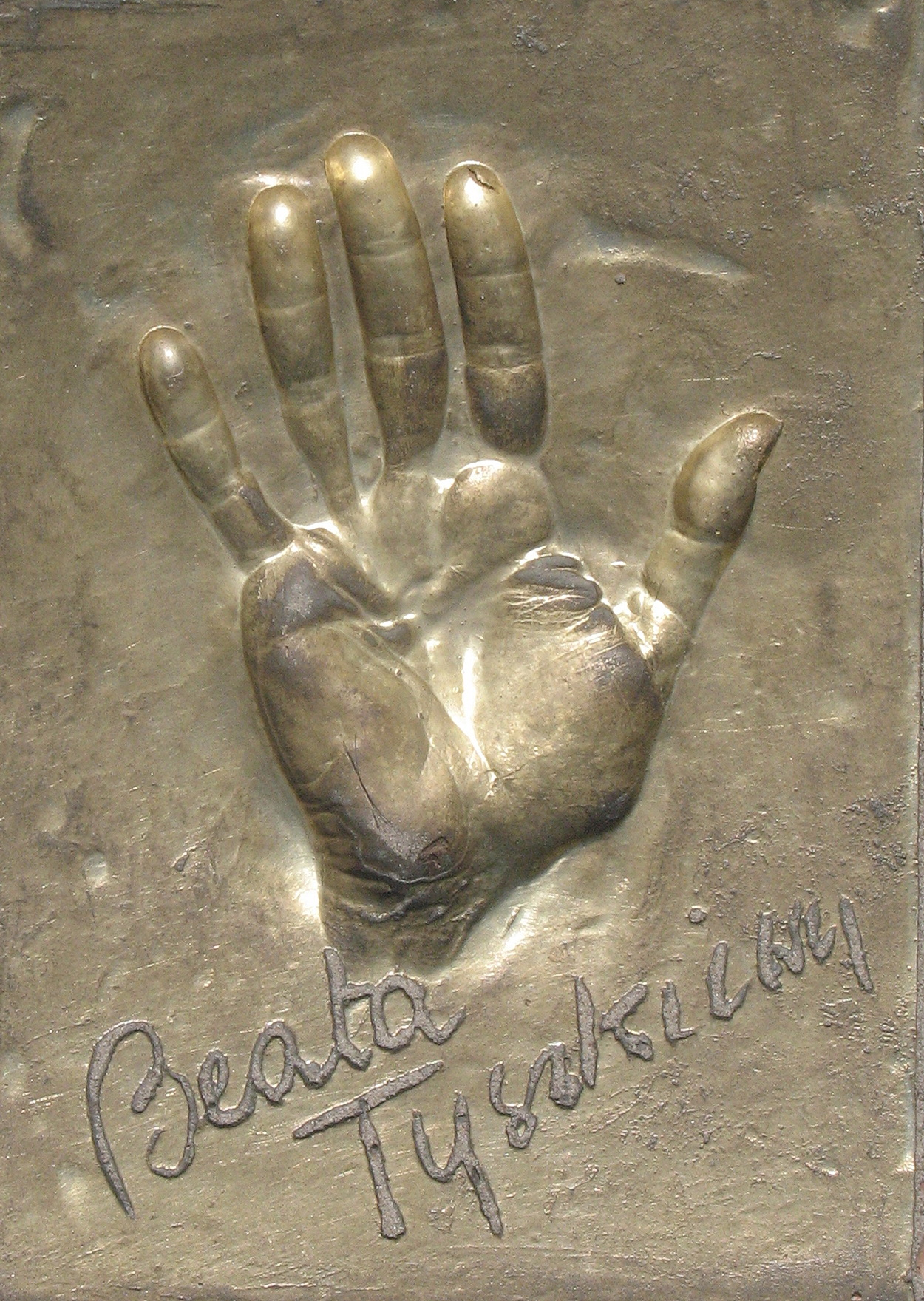
Empreinte de main et signature Międzyzdroje.

### Origines
Descendant de la famille Tyszkiewicz,  Beata Maria Helena Tyszkiewicz naît à Wilanów, près de Varsovie.

### Carrière
Beata Tyszkiewicz fait ses débuts au cinéma à l'âge de 16 ans dans le film Zemsta adapté de la comédie éponyme d'Aleksander Fredro, réalisé par Antoni Bohdziewicz et Bohdan Korzeniewski. Au début des années 1960, elle joue dans plusieurs films, mais le premier grand succès fut le rôle dans le drame de guerre réalisé par Alexander Ford Le Premier Jour de la liberté, sorti en 1964. Chez Wajda, elle apparaît dans Cendres (1965) et dans Tout est à vendre (1969). Au début des années 1970, l'actrice joue souvent dans d'autres pays du bloc de l’Est : Hongrie, Bulgarie, RDA, URSS.
En France où elle s’installe vers 1975, Beata Tyszkiewicz joue dans plusieurs films et séries télévisées, notamment chez Claude Lelouch dans Édith et Marcel en 1983.
De retour en Pologne dans les années 1980, elle tient surtout des seconds rôles au cinéma.
Puis l'actrice exerce diverses activités comme : écrire une chronique dans un magazine ; être membre du jury du concours polonais Dancing with the Stars ; écrire des mémoires et un livre de cuisine ; participer à des festivals de cinéma (elle a été deux fois membre du jury du Festival international du film de Moscou).

### Vie privée
De 1967 au 1969, Beata Tyszkiewicz est mariée avec le réalisateur Andrzej Wajda dont elle a une fille Karolina Wajda. 
En 1976, l'actrice épouse un architecte français d'origine polonaise Jacek Padlevsky et s'installe à Marseille.

## Filmographie partielle
- 1960 : Chambre commune de Wojciech Has : Teodozja
- 1961 : La Pantoufle dorée de Sylwester Chęciński
- 1964 : Le Premier Jour de la liberté de Aleksander Ford : Inga Rhode
- 1965 : Cendres (Popioly) d'Andrzej Wajda
- 1965 : L'Homme au crâne rasé d'André Delvaux : Fran
- 1965 : Le Manuscrit trouvé à Saragosse de Wojciech Has
- 1966 : Marysia i Napoleon de Leonard Buczkowski, rôle de Marie Walewska
- 1968 : La Poupée de Wojciech Has : Izabella Lecka
- 1969 : Tout est à vendre d'Andrzej Wajda : Beata
- 1969 : Un nid de gentilshommes (Дворянское гнездо) d'Andreï Kontchalovski
- 1970 : Une nuit de folie de Ferenc Kardos
- 1973 : Un grand amour de Balzac de Jacqueline Audry et Wojciech Solarz
- 1974 : Les Affinités électives (Wahlverwandtschaften) de Siegfried Kühn
- 1975 : Nuits et Jours de Jerzy Antczak
- 1979 : Útközben  de Márta Mészáros
- 1980 :  Le Contrat de Krzysztof Zanussi
- 1983 : Édith et Marcel de Claude Lelouch
- 1983 : Les Cinq Dernières Minutes (épisode La Chine à Paris) série télévisée de François Martin
- 1984 : Sexmission de Juliusz Machulski : Berna
- 1984 : Louisiane de Philippe de Broca : Comtesse
- 1987 : Kingsajz de Juliusz Machulski : femme au marché
- 1988 : Bernadette de Jean Delannoy : Mme Pailhasson
- 1989 : Deux de Claude Zidi : Mme Muller
- 1993 : La Petite Apocalypse de Costa-Gavras : Mme Pitchik
- 2004-2005 : Plebania de Wojciech Solarz (série télévisée) : professeur de musique Nina Jędrzejewicz

## Décorations
- Chevalier de l'ordre des Arts et des Lettres (1991)
- Commandeur avec étoile de l'ordre Polonia Restituta (1997)
- Chevalier de la Légion d'honneur (1997)
- Médaille d'or du Mérite culturel polonais Gloria Artis (2008)